# Równanie trygonometryczne
Równanie trygonometryczne – równanie, w którym niewiadoma występuje w wyrażeniu będącym argumentem funkcji trygonometrycznej.
Elementarnym równaniem trygonometrycznym nazywamy równanie, w którym po lewej stronie znaku równości występuje pojedyncza funkcja trygonometryczna, a po prawej stronie wyraz wolny.
Elementarne równania trygonometryczne to:
{\displaystyle \sin \ x=a,}
{\displaystyle \cos \ x=a,}
{\displaystyle \operatorname {tg} \ x=a,}
{\displaystyle \operatorname {ctg} \ x=a,}
gdzie:
{\displaystyle a} – ustalona liczba rzeczywista.

## Rozwiązywanie równań trygonometrycznych
Rozwiązania elementarnych równań trygonometrycznych:
1. {\displaystyle \sin \ x=a}
- dla {\displaystyle |a|>1} równanie nie ma rozwiązań,
- dla {\displaystyle |a|\leqslant 1,}

{\displaystyle x=x_{0}+2k{\pi }\vee x={\pi }-x_{0}+2k{\pi },}
gdzie:
{\displaystyle x_{0}} – rozwiązanie należące do przedziału {\displaystyle \left[-{\tfrac {\pi }{2}};{\tfrac {\pi }{2}}\right],}
{\displaystyle k\in C.}
2. {\displaystyle \cos \ x=a}
- dla {\displaystyle |a|>1} równanie nie ma rozwiązań,
- dla {\displaystyle |a|\leqslant 1,}

{\displaystyle x=x_{0}+2k{\pi }\vee x=-x_{0}+2k{\pi },}
gdzie:
{\displaystyle x_{0}} – rozwiązanie należące do przedziału {\displaystyle [0;{\pi }],}
{\displaystyle k\in C.}
3. {\displaystyle \operatorname {tg} \ x=a}
- dla {\displaystyle a\in R}

{\displaystyle x=x_{0}+k{\pi },}
gdzie:
{\displaystyle x_{0}} – rozwiązanie należące do przedziału {\displaystyle \left(-{\tfrac {\pi }{2}};{\tfrac {\pi }{2}}\right),}
{\displaystyle k\in C.}
4. {\displaystyle \operatorname {ctg} \ x=a}
- dla {\displaystyle a\in R}

{\displaystyle x=x_{0}+k{\pi },}
gdzie:
{\displaystyle x_{0}} – rozwiązanie należące do przedziału {\displaystyle (0;{\pi }),}
{\displaystyle k\in C.}
W przypadku bardziej złożonego równania trygonometrycznego należy ujednolicić wszystkie funkcje trygonometryczne i ich argumenty, a następnie sprowadzić równanie do postaci elementarnej.